# Paul Kelly (violist)

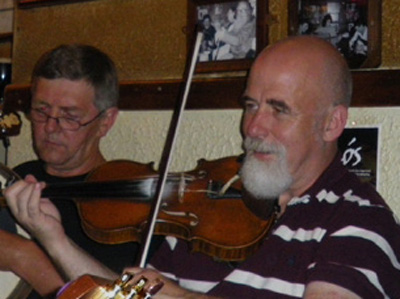
Paul Kelly

Paul Kelly (1957) is een Ierse violist (niet te verwarren met de Australiër Paul Kelly). Hij speelt ook mandoline, banjo en bouzouki. In 1983 kwam Paul als violist bij de Sackville String Band die voornamelijk bluegrass en traditionele Amerikaanse muziek speelden en als gasten de bekende muzikanten Doc Watson, Béla Fleck en Mark O' Connor in hun programma hadden.
In de tachtiger jaren van de vorige eeuw speelde hij onder andere met The Fleadh Cowboys waar hij mee rond toerde. Begin negentig werd hij medewerker bij de The Sharon Shannon Band. In 1998 begon hij het eigen platenlabel Malgam waarmee hij reeds zes albums produceerde. Later trad hij op met Eleanor Shanley en de medeoprichter van The Fleadh Cowboys, Frankie Lane.

## Geselecteerde discografie
- Mick Hanly & Rusty Old Halo - Still not cured
- Townes van Zandt - No deeper Blue
- Phillip Donnelly - Town & Country
- The Dubliners - Further Along
- Sharon Shannon - Out the Gap
- Sharon Shannon - The Best Of
- Mary Black - The Black Family Album
- The Fleadh Cowboys - Hi-ace to Heaven
- The Fleadh Cowboys - Time of your Life
- Paul Kelly - A Mandolin Album
- Frankie Lane & Paul Kelly - Wahoo!-Live at Hughes's
- Frankie Lane - Dobro
- Frankie Lane - Gunsmoke at El Paso
- Sean Whelan - End of Autumn
- Lia Luachra - Lia Luachra
- Lia Luachra - Traffic
- Kevin O' Connor - From the Chest
- David Munnelly - Swing
- David Munnelly - By Heck!
- The Wolfe Tones - Youll Never Beat the Irish
- Conor Byrne - Wind Dancer
- Niamh Parsons - Blackbirds and Thrushes
- Niamh Parsons - In my Prime
- Clive Barnes - Welcome to Farewell
- Clive Barnes - Goldtooth Cinnamon
- Ann Marie OGrady - Precious Lines
- Eleanor Shanley with Frankie Lane & Paul Kelly - A Place Of My Own

Hij trad live op met:
- The Waterboys
- The Pogues
- The Dubliners
- The Fleadh Cowboys
- Rusty Old Halo
- Nancy Griffith
- Joe Ely
- Rory Gallagher
- Eleanor Shanley
- Mary Coughlan
- Antonio Breschi
- The Hothouse Flowers
- The Sackville String Band
- Luka Bloom
- Sharon Shannon
- Christy O'Leary
- Dave Alvin
- Gail Davies Band
- Ann Marie OGrady
- Jerry Fish and The Mudbug Club-
- The David Munnelly Band
- The Dublin Legends